# Attentato di Oslo del 2022
Il 25 giugno 2022, due persone sono state uccise e ventuno ferite in una sparatoria di massa a Oslo, in Norvegia. La polizia ha definito l'incidente come un "atto di terrorismo islamista". L'obiettivo potrebbe essere stato l'evento del Pride di Oslo, ospitato dalla sezione locale dell'Organizzazione norvegese per la diversità sessuale e di genere.
La polizia ha successivamente arrestato Zaniar Matapour, un cittadino norvegese originario di Sanandaj, in Iran, che viveva in Norvegia dal 1991. Successivamente le autorità hanno confermato di conoscere Matapour dal 2015, affermando che militava nell'estremismo islamico. Hanno anche rivelato che l'uomo aveva avuto un "passato di violenza e minacce", oltre a problemi di salute mentale. È stato accusato di omicidio, tentato omicidio e terrorismo.

## Sparatoria
La sparatoria è avvenuta in luoghi associati all'Oslo Pride, l'evento del Pride di Oslo, ospitato dalla sezione locale dell'Organizzazione norvegese per la diversità sessuale e di genere, la notte prima della prevista parata. La prima sparatoria è avvenuta al London Pub, un famoso gay bar e nightclub. Un giornalista dell'emittente pubblica norvegese NRK che era presente ha dichiarato di aver visto un uomo arrivare con una borsa, poi prendere un'arma e iniziare a sparare. Il giornalista all'inizio pensava che fosse una pistola ad aria compressa, finché il vetro non è andato in frantumi nel bar accanto. Secondo un testimone, l'aggressore ha gridato "Allahu Akbar" quando ha iniziato a sparare.
L'autore del delitto si è poi diretto verso altri due luoghi vicini, tra cui il bar Per på hjørnet e un ristorante da asporto. La polizia è stata chiamata all'01:15 ora locale ed è arrivata pochi minuti dopo. Il sospettato è stato arrestato cinque minuti dopo la sparatoria. Circa 80-100 persone si sono nascoste nel seminterrato del pub durante l'attacco, e i feriti giacevano sia all'interno che all'esterno del bar, con la polizia che ha descritto la scena come "caotica".

## Vittime
Due persone sono state uccise e altre ventuno ferite, dieci delle quali sono rimaste gravemente ferite mentre le altre undici solo leggermente ferite. Le vittime decedute erano un uomo di 60 anni, ucciso al London Pub, e un uomo di 54 anni, ucciso al bar Per på hjørnet. Entrambe le vittime risiedevano a Bærum.
L'ospedale universitario di Oslo ha riferito di essere entrato in codice rosso dopo l'attacco. Dieci persone hanno ricevuto cure mediche per ferite gravi. Secondo Eskil Pedersen, alcuni dei presenti al London Pub, incluso lui stesso, erano sopravvissuti anche ad Utøya, durante la sparatoria del terrorista Anders Behring Breivik.

## Indagini
In una conferenza stampa del 25 giugno 2022, la polizia ha affermato che l'attacco potrebbe essere motivato dall'odio anti-LGBT, prendendo come obiettivo proprio l'Oslo Pride. La Norvegia ha infatti visto continui attacchi contro la comunità LGBT e l'evento da parte di estremisti anti-LGBT sui social media. Secondo Janne Bromseth, l'attacco è avvenuto nel contesto degli attacchi alle minoranze e ai diritti LGBT da parte del movimento anti-gender in Norvegia. Il capo della Commissione sull'estremismo del governo norvegese, Cathrine Thorleifsson, così come Amnesty International, ha collegato l'attentato al recente aumento della discriminazione contro le persone LGBT+ in Norvegia e in Europa, sia sui forum estremisti online che sulle piattaforme di social media aperte.
L'avvocato di Matapour, John Christian Elden, ha dichiarato la sospensione degli interrogatori poiché Matapour teme che la polizia lo stia manipolando. Elden ha inoltre detto ad Aftenposten che Matapour ha paura che la polizia cambi i nastri registrati, e ha quindi richiesto che tutto venga scritto. Elden ha confermato che Matapour sarebbe stato interrogato la successiva domenica mattina, anche se è stata poi confermata la sua assenza all'interrogatorio, aggiungendo un'ulteriore richiesta: che il suo interrogatorio fosse reso pubblico nella sua interezza.

## Sospettati

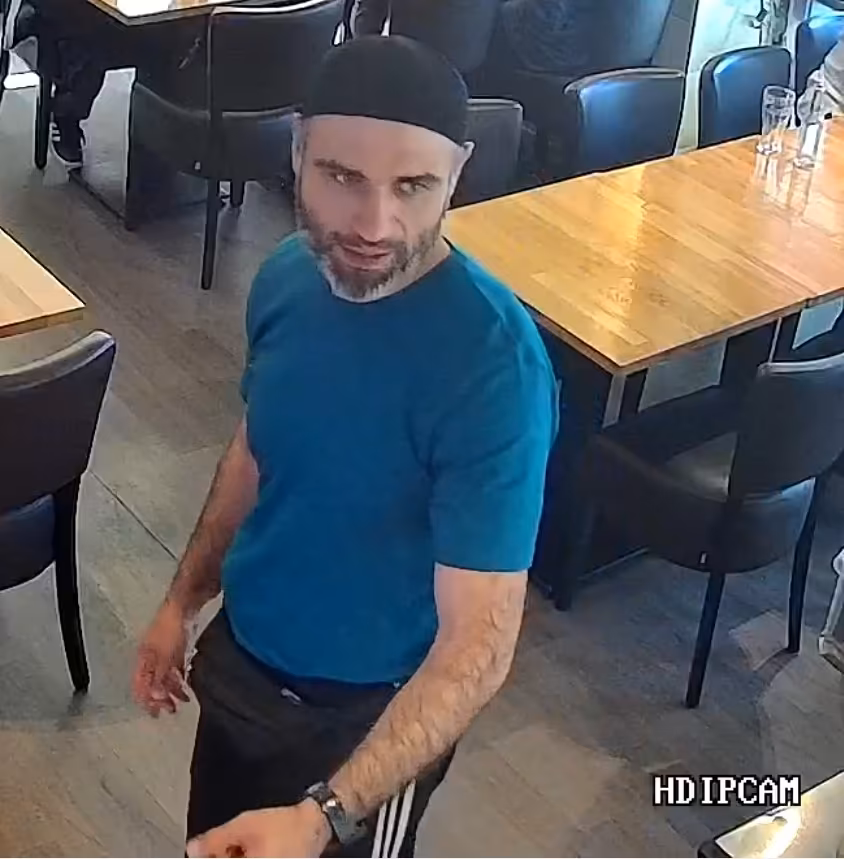
Matapour fotografato in un ristorante a Oslo, circa nove ore prima della sparatoria di massa.

Il principale sospettato è stato identificato nel 42enne di origini iraniane Zaniar Matapour (nato il 27 giugno 1979), che si è trasferito dall'Iran alla Norvegia nel 1991, quando aveva 12 anni. È stato accusato di omicidio, tentato omicidio e atti di terrorismo. Non è ancora noto se Matapour abbia avuto dei complici.
Matapour aveva una lunga fedina penale per reati di droga e aggressione, ma aveva ricevuto solo "condanne minori" prima dell'attacco, secondo un procuratore norvegese. Sua madre ha riferito che in precedenza gli era stata diagnosticata la schizofrenia paranoica.
Secondo l'emittente pubblica NRK, Matapour era entrato in contatto con Arfan Bhatti, un estremista islamista con diverse condanne per violenza. Il 14 giugno, Bhatti, che in passato è stato altresì rappresentato da Elden, ha pubblicato su Facebook una bandiera arcobaleno in fiamme con una didascalia che chiedeva l'uccisione delle persone LGBT+. Bhatti è peraltro una figura di spicco di Profetens Ummah, che ha reclutato persone per lo Stato Islamico. Verdens Gang ha rivelato che Matapour era già stato fermato dalla polizia ad aprile, mentre si trovava nella stessa macchina di Bhatti. La polizia ha successivamente confermato di conoscere il suddetto dal 2015, ritenendo che fosse un militante di matrice jihadista.
Il 23 settembre, la polizia ha dichiarato che Arfan Bhatti era sospettato di coinvolgimento nella sparatoria e che nei suoi confronti era stato emesso un mandato di cattura. La polizia norvegese sta tuttora collaborando con la polizia pakistana per arrestare Bhatti, poiché attualmente risiede in Pakistan.

## Conseguenze
La parata del Pride e gli eventi correlati in programma a Oslo sono stati annullati dopo la sparatoria. Il capo della polizia nazionale, Benedicte Bjoernland, ha consigliato in un comunicato di rinviare tutti gli eventi del Pride in Norvegia, poiché la comunità LGBT è considerata il "nemico" dagli estremisti islamici. La polizia ha anche invitato le persone di celebrare il Pride in gruppi più piccoli. Nonostante gli avvertimenti, diverse migliaia di persone hanno comunque partecipato a una parata improvvisata, con la polizia armata in testa, e hanno deposto bandiere arcobaleno e fiori al London Pub.
Il commissario di polizia nazionale Marie Benedicte Bjørnland ha annunciato un temporaneo armamento a livello nazionale di agenti di polizia in Norvegia. Inoltre, la Norvegia è entrata nel più alto livello di allerta terrorismo, sebbene il servizio di sicurezza della polizia norvegese non avesse "alcuna indicazione" che probabilmente si sarebbero verificati ulteriori attacchi.
Il gruppo dell'Oslo Pride ha organizzato una "parata arcobaleno" il seguente 10 settembre.

## Reazioni

### Nazionali

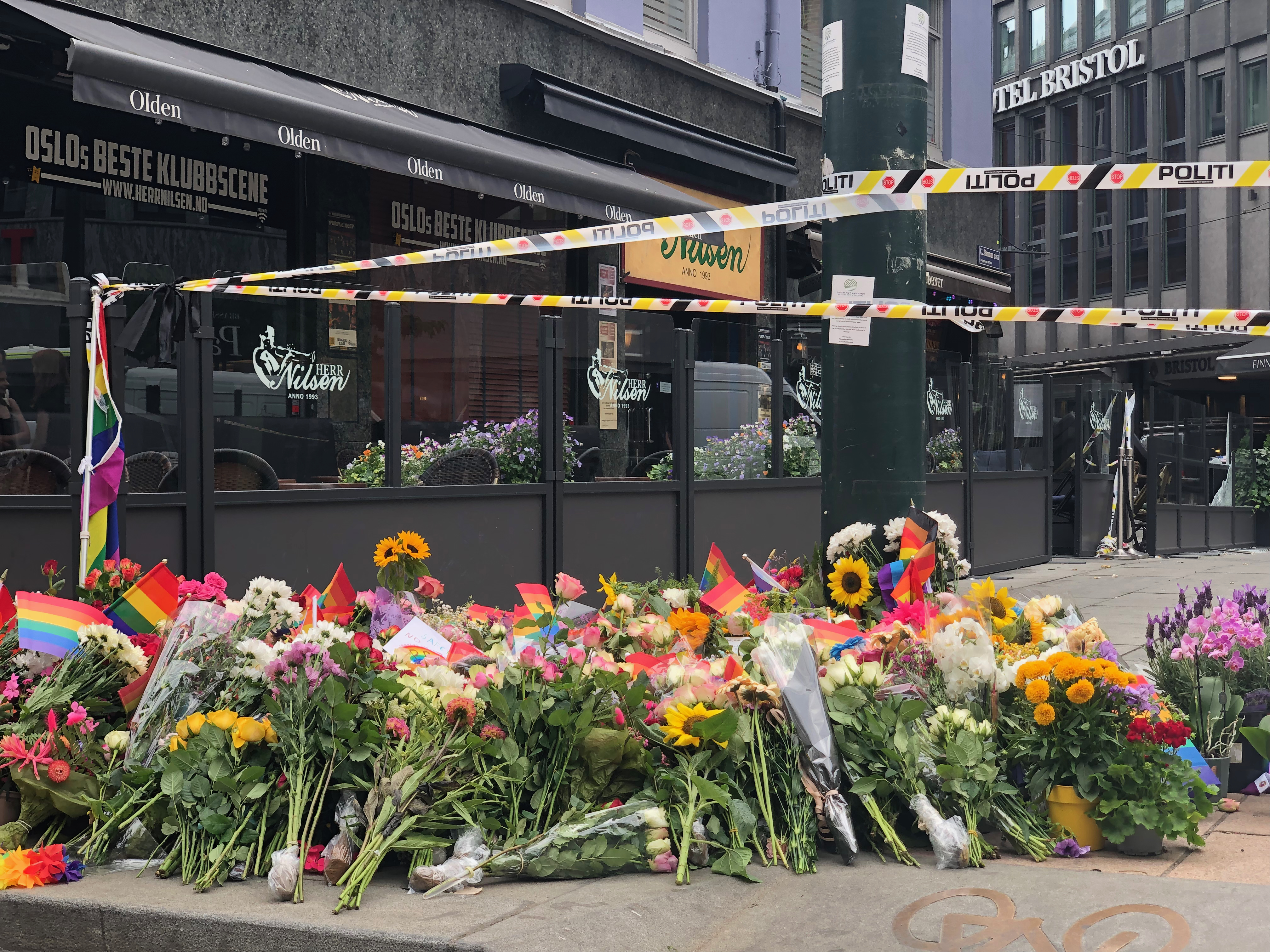
Le persone in lutto hanno deposto i fiori con le bandiere arcobaleno nell'adiacente Herr Nilsen Jazz Club, lo stesso giorno dopo la sparatoria.

Il primo ministro norvegese Jonas Gahr Støre ha definito la sparatoria un "terribile attacco a persone innocenti" e ha espresso solidarietà alla comunità LGBT. Ha anche aggiunto che la lotta contro l'odio non è finita, ma che può essere superata insieme. Støre ha ribadito che mentre l'autore aveva motivazioni islamiste, l'attacco va attribuito all'individuo e non alla comunità musulmana norvegese. Nel discorso in occasione dell'anniversario degli attentati in Norvegia del 2011, il primo ministro ha affermato che "sappiamo che le persone queer sono oggetto di odio, minacce e violenza. L'incitamento all'odio è particolarmente violento nei confronti delle persone trans. Non lo accetteremo in Norvegia. Utilizzeremo la memoria del 22 luglio, nel rispetto di coloro che abbiamo perso, per voltare le spalle a questo odio». Støre ha anche invitato i musulmani moderati a denunciare atteggiamenti e gesti omofobici e transfobici.
Il presidente del parlamento norvegese Masud Gharahkhani, norvegese-iraniano, ha dichiarato che è "triste e inaccettabile" che possa verificarsi un attacco così brutale.
Il re Harald V ha annunciato che l'attentato aveva inorridito la famiglia reale e ha espresso la necessità di unirsi per difendere la libertà e la diversità. Allo stesso modo, il principe ereditario Haakon ha affermato che la Norvegia deve sempre proteggere il diritto "di amare chi vogliamo".
Il vescovo titolare della Chiesa di Norvegia Olav Fykse Tveit, ha espresso la sua convinzione che l'amore avrebbe acquisito nuova forza dopo l'attacco.

### Internazionali
Molti leader di altri paesi sono rimasti scioccati, e hanno espresso le loro condoglianze; alcuni, come il presidente francese Emmanuel Macron, hanno incoraggiato le persone a stare insieme. Ursula von der Leyen, presidente della Commissione Ue, ha dichiarato di essere rimasta scioccata dall'attacco. Il presidente finlandese Sauli Niinistö e il primo ministro Sanna Marin hanno espresso le loro condoglianze su Twitter e hanno condannato ogni forma di terrorismo.
John Kirby, un portavoce della Casa Bianca, ha dichiarato che la Casa Bianca era "inorridita" dalla sparatoria ed ha espresso solidarietà alla Norvegia e alla sua comunità LGBT.